# سارة فاولر
سارة فاولر (بالإنجليزية: Sarah Fuller)‏ هي مربية أمريكية، ولدت في 15 فبراير 1836 في Weston, Massachusetts ‏ في الولايات المتحدة، وتوفيت في 1 أغسطس 1927 في Newton Lower Falls ‏ في الولايات المتحدة.

## وصلات خارجية
- سارة فاولر على موقع الموسوعة البريطانية (الإنجليزية)